# Saudade do Iguaçu
Saudade do Iguaçu – miasto i gmina w Brazylii, w stanie Parana. Znajduje się w mezoregionie Sudoeste Paranaense i mikroregionie Pato Branco.